# Shannon Messenger
Œuvres principales
- Série Gardiens des cités perdues
- Série Let the Sky Fall

Shannon Messenger, née le 10 novembre 1991 en Californie, est une autrice américaine de littérature d'enfance et de jeunesse. Elle est connue pour la série Gardiens des Cités Perdues (Keeper of the Lost Cities).

## Biographie

### Enfance et formation
Shannon Messenger, née le 10 novembre 1991 en Californie, fréquente le collège Margarita et le lycée Temecula Valley. Elle est diplômée de l'USC School of Cinematic Arts, université du Sud de la Californie, où elle apprend qu'elle préfère regarder les films que les réaliser. Elle étudie l'art, l'écriture de scénarios et la production de films mais découvre que sa réelle passion est d'écrire des histoires pour les enfants et adolescents,. 

### Carrière
Selon le New York Times et USA Today, elle figure parmi les meilleurs auteurs de bestseller avec ses séries Gardiens des cités perdues et Sky Fall.
- La série des Gardiens des Cités Perdues comporte neuf volets. Elle raconte l'histoire de Sophie, une jeune fille télépathe qui doit découvrir pourquoi elle est la clé d'un monde voisin du nôtre. Elle doit y parvenir avant que des forces obscures ne trouvent la réponse, mettant ainsi les deux mondes en péril. En 2024, plus de 7 millions d'exemplaires avaient déjà été vendus dans le monde entier[6]. Le 11 janvier 2021, il est annoncé que Ben Affleck réalisera une adaptation de la série pour Disney[7]. Le 18 avril 2024, Warner Bros. Pictures annonce avoir acquis les droits d’adaptation de la saga des Gardiens des Cités Perdues[6], avec une sortie prévue pour 2026[8].
- Shannon Messenger écrit également la série Sky Fall[9].

Ses livres sont publiés dans de nombreux pays et traduits dans de nombreuses langues.

### Vie privée
Shannon Messenger vit dans le sud de la Californie.

## Œuvres

### SérieGardiens des cités perdues
1. Gardiens des cités perdues, Lumen, 2014 ((en) Keeper of the Lost Cities, 2012)  (ISBN 978-2-37102-004-7)Réédition, Pocket Jeunesse, 2016 (ISBN 978-2-266-27066-3)
2. Exil, Lumen, 2015 ((en) Exile, 2013)  (ISBN 978-2-37102-027-6)Réédition, Pocket Jeunesse, 2017 (ISBN 978-2-266-27023-6)
3. Le Grand Brasier, Lumen, 2015 ((en) Everblaze, 2014)  (ISBN 978-2-37102-052-8)Réédition, Pocket Jeunesse, 2018 (ISBN 978-2-266-27024-3)
4. Les Invisibles, Lumen, 2016 ((en) Neverseen, 2015)  (ISBN 978-2-37102-078-8)Réédition, Pocket Jeunesse, 2018 (ISBN 978-2-266-27267-4)
5. Projet Polaris, Lumen, 2017 ((en) Lodestar, 2016)  (ISBN 978-2-37102-089-4)Réédition, Pocket Jeunesse, 2019 (ISBN 978-2-266-29381-5)
6. Nocturna, Lumen, 2017 ((en) Nightfall, 2017)  (ISBN 978-2-37102-141-9)Réédition, Pocket Jeunesse, 2019 (ISBN 978-2-266-29382-2)

6.1. Les Révélations de Keefe, Lumen, 2017 ((en) Keeper of Lost Cities - Nightfall - Bonus short story, 2017)Publié au format numérique uniquement, pas d'ISBN
6.2. Une conversation décisive, Lumen, 2019 ((en) Keeper of Lost Cities - Flashback - Bonus short story, 2019)Publié au format numérique uniquement, pas d'ISBN
1. Réminiscences, Lumen, 2018 ((en) Flashback, 2018)  (ISBN 978-2-37102-189-1)Réédition, Pocket Jeunesse, 2022 (ISBN 978-2-266-30537-2)

7.1. Les Incertitudes de Fitz, Lumen, 2018 ((en) Keeper of Lost Cities - Flashback - Bonus short story, 2018)Publié au format numérique uniquement, pas d'ISBN
1. Héritages, Lumen, 2019 ((en) Legacy, 2019)  (ISBN 978-2-37102-249-2)Réédition, Pocket Jeunesse, 2023 (ISBN 978-2-266-33198-2)

8.1. Tam, prisonnier des Invisibles, Lumen, 2019 ((en) Keeper of Lost Cities - Legacy - Bonus short story, 2019)Publié au format numérique uniquement, pas d'ISBN
8.5. Le Livre des secrets, Lumen, 2020 ((en) Unlocked, 2020)  (ISBN 978-2-37102-294-2)Réédition, Pocket Jeunesse, 2024 (ISBN 978-2-266-33941-4)
1. Lune stellaire, Lumen, 2022 ((en) Stellarlune, 2022)  (ISBN 978-2-37102-294-2)

9.5. Le Livre des révélations, Lumen, 2024 ((en) Unraveled, 2024)  (ISBN 978-2-37102-464-9)

### SérieSky Fall
1. Let the Sky Fall, Lumen, 2015 ((en) Let the Sky Fall, 2013)
2. Let the Storm Break, Lumen, 2016 ((en) Let the Storm Break, 2014)
3. Let the Wind Rise, Lumen, 2018 ((en) Let the Wind Rise, 2016)